# Eugen von Aichelburg

Eugen Freiherr von Aichelburg (1898)

Eugen Baron von Aichelburg (* 24. Juli 1852 Neumarktl, Krain; † 7. März 1917 in St. Pölten, vollständiger Name: Eugen Reichsfreiherr und erbländisch-österreichischer Freiherr von und zu Aichelburg auf Greifenstein und Bodendorf) war ein österreichischer Politiker und 14. Bürgermeister von St. Pölten.

## Leben

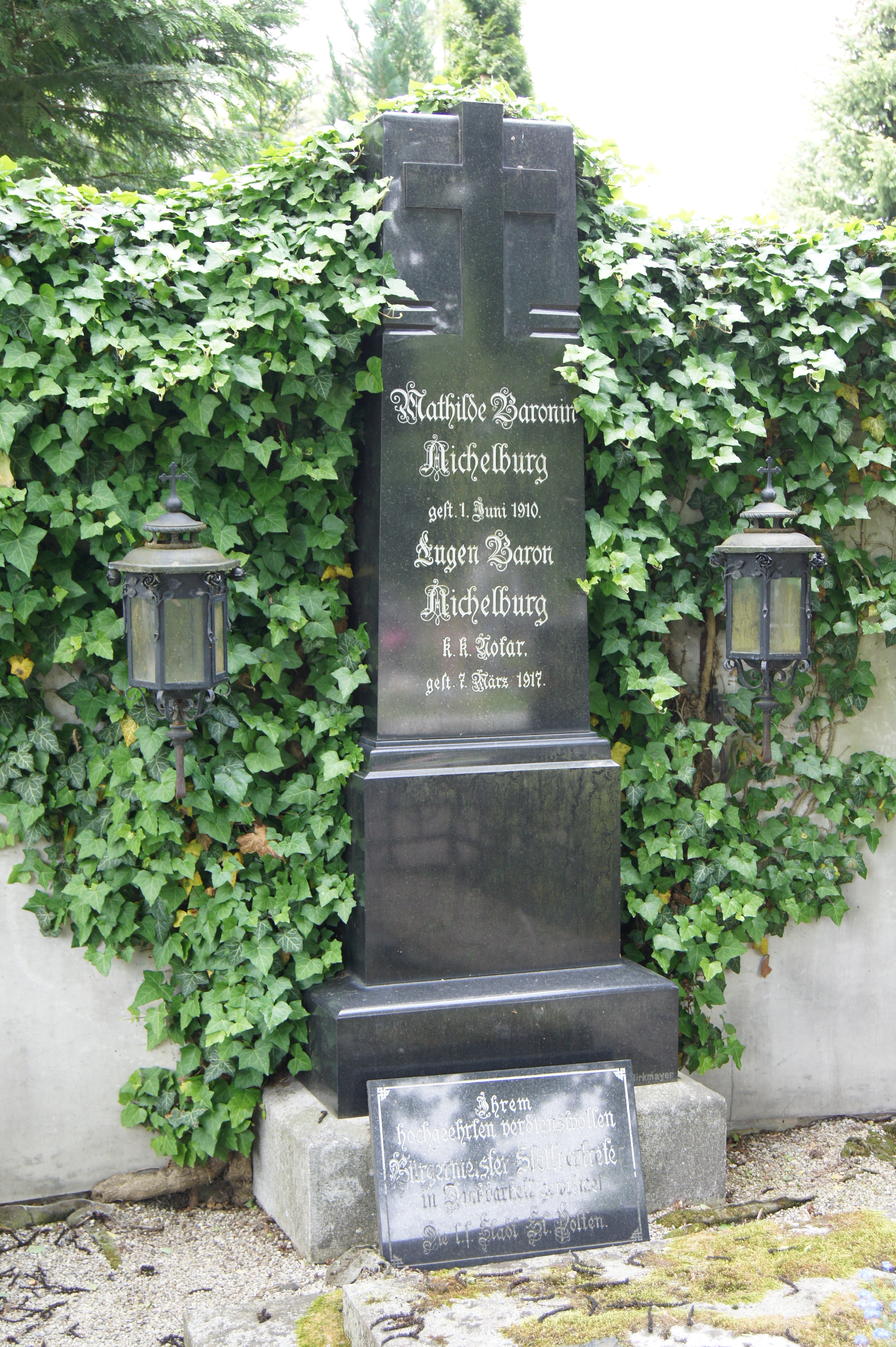
Aichelburgs Grab am St. Pöltner Hauptfriedhof (2013)

Eugen Freiherr von Aichelburg wurde am 24. Juli 1852 in Neumarktl in Krain geboren und studierte Rechtswissenschaft in Wien. Er kam 1881 nach St. Pölten, um im Notariat seines Schwiegervaters zu arbeiten; 1885 wurde er Notar. 1894 wurde er in den Gemeinderat gewählt, obwohl er keiner Partei angehörte. Am 24. Februar 1898 wurde er, offenbar als Kompromisskandidat, zum Bürgermeister gewählt. Er kündigte damals schon seinen Rücktritt an, wenn eine Finanzkontrolle der Stadt durch den Landesausschuss nicht aufgehoben werden sollte. Da dies nicht geschah, trat er am 7. April desselben Jahres zurück, verblieb aber im Gemeinderat.
Aichelburg trat für den Deutschen Volksverein zu den Reichsratswahlen 1907 für den Stadtbezirk St. Pölten an, wurde aber nicht gewählt.
Nach dem Tod Otto Eybners übernahm er – bis zu seinem eigenen Tod wenige Tage später – noch einmal für kurze Zeit das Amt des Bürgermeisters. Er starb je nach Quellen an einem Schlagfluss bzw. einem Herzschlag und wurde am 10. März 1917 auf dem Hauptfriedhof St. Pölten bestattet.

## Familie
Eugen Aichelburg war Teil der Adelsfamilie Aichelburg und Bruder von Rudolf Freiherr von Aichelburg-Bichelhof. Er heiratete 1880 Mathilde von Spaun († 1910), Tochter von Maximilian von Spaun. Der Ehe entsprangen zwei Kinder, Hermann (gefallen 1914) und Helene.

## Ehrungen
- Aichelburggasse in St. Pölten
- Ehrenbürger von St. Pölten (1912)[13][14]
- Ritter des Franz-Joseph-Ordens (1916)[15][16]